# Labuhan (ritueel)

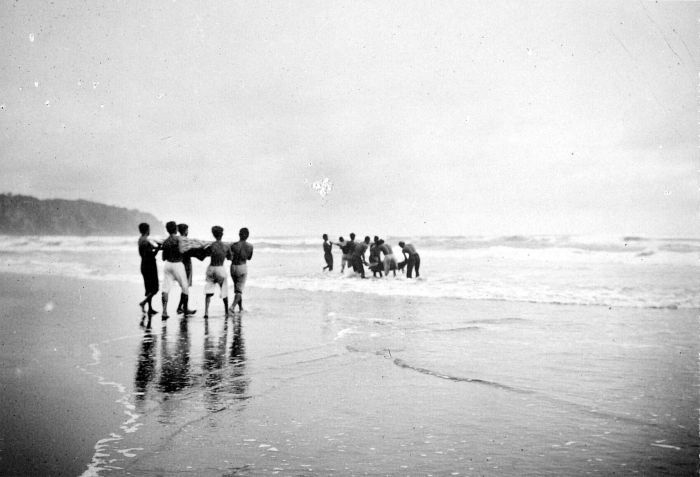
Groepjes mannen brengen klerenoffers aan de godin van de Zuidzee op de kroondag van de Sultan van Djogja, Wereldmuseum Amsterdam

Labuhan is het feest van de koningin van de Zuidzee. Het is een ritueel op het strand bij Parangtritis, waarbij de dienaren van de sultan van Yogyakarta en de juru kunci (sleutelbewaarders die de heilige graven bewaken) een offer brengen aan Ratu Kidul (ook wel Nyai Loro Kidul genoemd).
Drie dagen duren de voorbereidingen, wierook is gebrand en gebeden zijn opgezonden. Er zijn speciale koeken in de vorm van een hoofd verdeeld onder de dienaren, het totale gewicht is gelijk aan dat van de sultan zelf. In het dorp Kretek worden de offergaven gecontroleerd door het districtshoofd en het hoofd van de juru kunci. In een draagstoel van bamboe worden de balsem, kleding, wierook, geurige olie, handgerolde sigaretten, jasmijn, rozen, kanthilbloemen, oorsieraden en een stukje witte stof, restanten van de maaltijd van de vorst en enveloppen met geld naar de rivier Opak gebracht. Met een boot gaat men de rivier over en de offergaven worden bedekt met bananenblad en verzwaard met stenen en op drie bamboevlotten verdeeld. Men gaat dan naar Parang Kusuma. 
Een parasol beschut de offergaven en bij de onzichtbare poort tusswen twee rotsen gaan de juru kunci naar het paleis van Ratu Kidul. Er worden haarlokken, afgeknipte nagels en gedragen kleding van de sultan in een houten kist begraven aan de voet van de rotsen. Dan gaan de juru kunci in een driehoek zitten, met het gezicht naar de zee. Er wordt een eerbiedige groet gebracht en de dienaren dragen de bamboevlotten in de zee. De menigte komt naar voren en enkelen proberen in de zee kostbaarheden te pakken te krijgen, deze voorwerpen zouden een grote magische kracht bezitten. 